# Август 2007 года

Список событий августа 2007 года.

## События
- 1 августа — обрушение восьмиполосного одноарочного моста I-35W через реку Миссисипи в Миннеаполисе (США). 13 человек погибли, более 100 получили ранения[1].
- 2 августа
  - На глубоководных обитаемых аппаратах Мир впервые в мире было достигнуто дно Северного Ледовитого океана на северном полюсе, где был размещён Российский флаг и капсула с посланием будущим поколениям[2].
  - Землетрясение в Невельске. Погибли 2 человека.
- 4 августа — с космодрома Канаверал с помощью ракеты-носителя Дельта-2 запущена американская АМС Phoenix, предназначенная для исследования Марса.
- 8 августа — 119-й старт (STS-118) по программе Спейс шаттл. 20-й полёт шаттла Индевор. Экипаж — Скотт Келли, Чарльз Хобо, Давид Уильямс (Канада), Барбара Морган, Ричард Мастраккио, Трейси Колдуэлл, Элвин Дрю. Продолжение строительства Международной космической станции.
- 9 августа — катастрофа DHC-6 на Муреа.
- 13 августа — в Новгородской области, на перегоне Окуловка-Малая Вишера, в результате теракта сошёл с рельсов пассажирский поезд Москва — Санкт-Петербург[3].
- 14 августа — умер Тихон Николаевич Хренников — русский советский композитор, в 1948—1991 годах — председатель Союза Композиторов СССР.
- 15 августа — землетрясение в Перу. Погибли 514 человек.
- 20 августа — в аэропорту Наха на острове Окинава после посадки сгорел самолёт Boeing 737-800 тайваньской авиакомпании China Airlines, пострадали 4 человека.
- 21 августа
  - Шаттл «Индевор» совершил посадку на космодроме на мысе Канаверал во Флориде, завершив свою 13-дневную орбитальную миссию.
  - Состоялось открытие Международного авиационно-космического салона «МАКС-2007», выставка проходит в восьмой раз.
- 24—26 августа — празднование 1000-летия Елабуги.
- 25 августа — скончался бывший премьер-министр Франции Раймон Барр. Он умер в возрасте 83 лет от сердечно-сосудистого заболевания. Барр занимал пост главы правительства с 1976 года до победы социалистов во главе с Франсуа Миттераном на выборах 1981 года.
- 29 августа—30 августа — инцидент с ядерными боезарядами в ВВС США.
- 29 августа — открытие 64-й Венецианского кинофестиваля.
- 31 августа
  - Официальный отчёт о расследовании обстоятельств гибели принцессы Дианы, приуроченный к 10-летию трагедии.
  - Официальный выпуск вокалоида Хацунэ Мику.